# Іґнасіо Маріано Мартінес де Ґалінсоґа

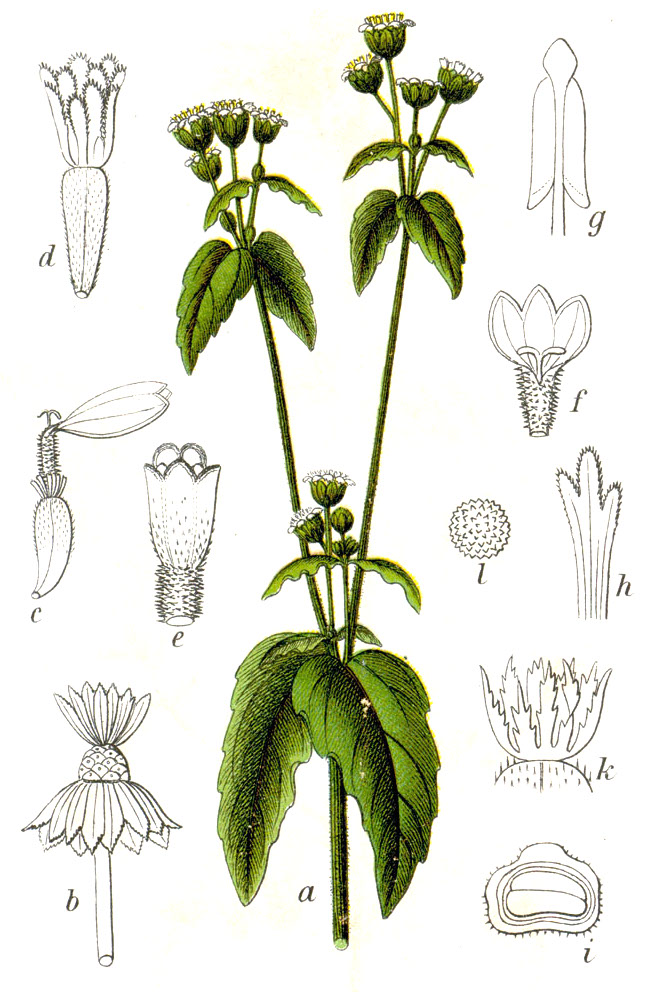
Galinsoga parviflora
Йоган Ґеорґ Штурм

Іґнасіо Маріано Мартінес де Ґалінсоґа (1756 Лорка, Толедо - 1797) був лікарем іспанської королеви-консорти Марії Луїзи Пармської, директором Королівського ботанічного саду Мадрида та членом іспанської Королівської національної медичної академії. 
Ботанічний рід Galinsoga названий на його честь, також вулиця у Велес-Рубіо (Альмерія) вшановує його пам'ять.
Рослини роду Galinsoga прибули в Європу з Америки; до 1776 р. вони були в колекції садів К'ю, а в 1794 р. — у ботанічних садах Парижа та Мадрида .
Ґалінсоґа написав у 1784 р. Книгу під назвою "Demostración mecánica de las enfermedades que produce el uso de las cotillas" про небезпеку для здоров'я, пов'язану з носінням корсетів, і вказав на відсутність таких проблем зі здоров'ям серед селянок.